# Oplurus grandidieri
Espèce
Synonymes
- Hoplurus grandidieri Mocquard, 1900

Statut de conservation UICN

 LC  : Préoccupation mineure
Oplurus grandidieri est une espèce de sauriens de la famille des Opluridae.

## Répartition
Cette espèce est endémique de Madagascar et se rencontre dans le Sud de cette île.

## Étymologie
Cette espèce est nommée en l'honneur de Guillaume Grandidier

## Publication originale
- Mocquard, 1900 : Nouvelle contribution à la faune herpétologique de Madagascar. Bulletin de la Société Philomathique de Paris, ser. 9, vol. 2, p. 93-111 (texte intégral).